# Livoneca ovalis
Livoneca ovalis är en kräftdjursart som först beskrevs av Thomas Say 1818.  Livoneca ovalis ingår i släktet Livoneca och familjen Cymothoidae. Inga underarter finns listade i Catalogue of Life.